# Mètode Baretta
El Mètode Baretta és una tècnica que afirma que és capaç de permetre l'elecció del sexe del nadó basant-se en l'alimentació de la mare abans de l'embaràs. El mètode sosté que això és possible pels canvis que la dieta produeix al moc cervical.
Aquest mètode va ser desenvolupat per la bioquímica argentina Adriana Baretta.

## Principis generals

Esquema dels òrgans reproductors de la dona

Segons el llibre ¿Niño o niña? Ya puedes elegir (Nen o nena? Ja pots triar), els continguts en certs minerals (sodi, potassi, calci i magnesi) de la dieta femenina durant el trimestre previ a la concepció seleccionen el sexe de la seva descendència. El motiu enunciat és que el divers equilibri entre aquests minerals modifica el patró mucós o moc cervical de la dona, fent que moltes mares afavoreixen un mateix espermatozoide sempre a causa d'un hàbit alimentari constant. Aquestes dones tindrien escassa o nul·la possibilitat de concebre el sexe contrari, si no modifiquen la seva dieta.
Hi ha un equilibri delicat i sensible entre els minerals esmentats, d'acord amb els aliments que prefereix consumir cada dona. El Mètode Baretta classifica la població femenina en diferents rangs d'acord amb les diferents proporcions de minerals a la ingesta. Les secrecions cervicals cícliques que es presenten a les dones pertanyents a cada segment alimentari són similars entre si i diferents a les d'altres segments.
Adriana Baretta, bioquímica, directora de l'Institut Abif (Córdoba, Argentina), conclou després de dècades d'estudi que les secrecions femenines són un filtre natural per als espermatozoides. El procés és similar a qualsevol separació fonamentada d'esperma in vitro i no comporta els riscos probables encara desconeguts de la manipulació espermàtica. A més a més, compta a favor seu majors possibilitats d'èxit en la concepció, inherents a la fertilitat natural humana, ja sigui mitjançant diversos intents en cada cicle, o acumulativament en diversos cicles consecutius aplicant el mètode.
La influència dels minerals de la dieta materna en el sexe dels seus fills té els seus orígens en experiències en animals, ja a la dècada del 1940, i aquesta hipòtesi va ser represa a la dècada del 1970 per científics francesos i canadencs que van traslladar les seves experiències a éssers humans i van publicar les seves conclusions, encara que sense dilucidar-ne el motiu pel qual la dieta operava seleccionant el sexe. Michele Duc va aprovar la seva tesi doctoral el 1977 amb la seva feina. No s'han trobat estudis científics que refutin aquesta influència.
Landrum Shettles va publicar a finals del segle xx les seves experiències, que tenen alguns punts en comú amb Baretta: si les secrecions cervicals són molt alcalines, afavoreixen l'espermatozoide Y; si són més àcides, afavoreixen l'espermatozoide X.
En un cicle sexual normal i estàndard, segons el mateix Shettles i altres científics, la circumstància de més alcalinitat es verifica en l'ovulació, coincident amb el pic del moc. Al mateix cicle tipus, el moc més àcid es visualitza una mitjana de dos o més dies abans de l'ovulació.
Si bé les experiències de Shettles es van concretar analitzant les diferents qualitats de secrecions femenines i la viabilitat de les dues classes d'espermatozoides a cadascuna d'elles, després ell va elaborar les seves regles fonamentant-les en la diferència de velocitat i supervivència entre els dos tipus de espermatozoides. Aquest va ser el concepte assumit per la comunitat científica en primera instància, però ha estat refutat posteriorment per altres científics, que van assegurar no trobar cap relació entre el sexe del nadó i la distància a l'ovulació, ni tampoc diferències significatives en la velocitat i supervivència de els espermatozoides.
Segons Baretta, si Shettles hagués fonamentat les seves regles en l'acidesa o l'alcalinitat de les secrecions femenines, tal com les havia experimentat empíricament, i no pas en la distància a l'ovulació o en diferències notables de velocitat i supervivència dels espermatozoides, els fonaments dels dos mètodes, Shettles i Baretta, coincidirien en gran manera. Les diferències residirien només a considerar el factor dieta (impossibilitat d'algunes dones de concebre un o altre sexe si no modifiquen la seva alimentació), i interpretar professionalment el patró fèrtil de cada dona, resolent en quin moment del mateix es troben les secrecions favorables a un o un altre espermatozoide, tenint en compte que en moltes dones el «pic de moc» i l'ovulació no són simultanis.
El Mètode Baretta enuncia que les mares de diversos nens, amb dieta d'acord amb l'espermatozoide Y, es caracteritzen per posseir un patró cervical molt alcalí i aquós, en gairebé tots els seus dies fèrtils, i no només en el moment de l'ovulació, per la qual cosa és molt improbable que concebin una nena encara que se'n distanciessin. Les mares de nenes, al contrari, tenen predominantment secrecions àcides, deshidratades, i és molt probable que mai no concebin nen si no canvien, conscient o inconscientment, el seu costum alimentari. La qualitat de les secrecions depèn de la dieta que la dona escull portar, de vegades de manera temporal, i de vegades de manera permanent, al llarg de la seva vida fèrtil.
Segons es llegeix a la pàgina web de l'Institut Abif, el llibre publicat el 2006 dona pautes generals de la dieta perquè el cicle femení s'assimili al patró de moc estàndard enunciat per Shettles, i així les dones tinguin possibilitats de concebre nen coincidint amb l'ovulació, o la nena distanciant-se'n, aplicant les regles d'aquest científic.
Tanmateix, manifesta que el criteri correcte per afavorir un o altre espermatozoide és depenent de les secrecions cervicals modificades per l'equilibri de minerals de la dieta femenina, i no necessàriament de la distància a l'ovulació.

## Aplicació
La comprovació de diversos segments alimentaris en relació amb els continguts minerals, i la seva correlació amb diversos patrons cíclics del cèrvix en cada dona, demostren que la complexitat del tema no es pot resoldre amb la simple lectura d'un llibre.
Tot això, sense desconèixer que poden existir circumstàncies fora de la dieta dieta que modifiquin les secrecions cervicals (patologies, medicaments, medi ambient), per la qual cosa no s'han d'exagerar les expectatives, ni en mètodes naturals com aquest, ni en tècniques artificials de selecció espermàtica in vitro que tampoc no poden assegurar el 100% d'efectivitat, i els seus riscos en manipulació espermàtica són causa de recel per a molts científics, com ho exposen Veiga, A. i Egozcue, J. i la revista Science Actualitès.